# London Eye
London Eye is een reuzenrad in Londen, Engeland. Het rad is 135 meter hoog, heeft een diameter van 120 meter, weegt 1.700 ton en heeft 32 gesloten capsules.
London Eye werd gebouwd in 1998 en was bij de opening het grootste reuzenrad ter wereld. Inmiddels hebben enkele andere reuzenraderen London Eye al overtroffen in hoogte. Sinds maart 2020 is de Ain Dubai in Dubai het hoogste reuzenrad (250 meter).
Het rad staat in Londen op de zuidelijke oever van de Theems, tegenover het Palace of Westminster. London Eye is gebouwd in opdracht van British Airways ter gelegenheid van de millenniumwisseling, gevierd bij het begin van het jaar 2000, en wordt daarom ook wel Millennium Wheel genoemd. Het rad was, door technische problemen, pas later in dat jaar toegankelijk. Een rit in het reuzenrad duurt 30 minuten (één keer rond, gemiddelde snelheid: 0,26 m/s) en biedt een ruim uitzicht op Londen en het landschap daaromheen. Het rad draait zo langzaam dat het voor in- en uitstappen van de passagiers niet stilgezet hoeft te worden. Om het rad vanaf de grond te zien draaien, moet men doodstil blijven staan. Bovenin kan men bij helder weer zeven graafschappen, drie luchthavens, dertien voetbalstadions en 36 bruggen over de Theems zien. London Eye is het op drie na hoogste bouwwerk van Londen waarvan de top bereikbaar is, en draait per jaar ongeveer 6000 keer rond.

## Bouw
Onderdelen van de attractie zijn in verschillende delen van Europa gefabriceerd. Het ontwerp en de fabricage van de stalen velg en de poten (310 ton zwaar) is gedaan door het Nederlandse Hollandia in Krimpen aan den IJssel, ook de aandrijving en besturing is in Nederland ontwikkeld en gebouwd (door de firma Bosch Rexroth). Een deel van het staalwerk, waar onder de wielomtrek, is door Hollandia uitbesteed aan Mercon Steel in Gorinchem. De installaties komen van POMA, een Frans bedrijf gespecialiseerd in onder andere het ontwerp en de bouw van skiliften. Het glaswerk voor de cabines komt echter uit Italië. Tsjechië nam de fabricage voor de 23 meter lange en 335 ton zware middenas en naaf voor zijn rekening. Duitsland kreeg de opdracht voor het fabriceren van de lagers. Het gehele project en de installatie van de London Eye is uitgevoerd door Hollandia, dat het project in handen kreeg nadat Mitsubishi de opdracht teruggaf omdat er rekenfouten waren gemaakt. 

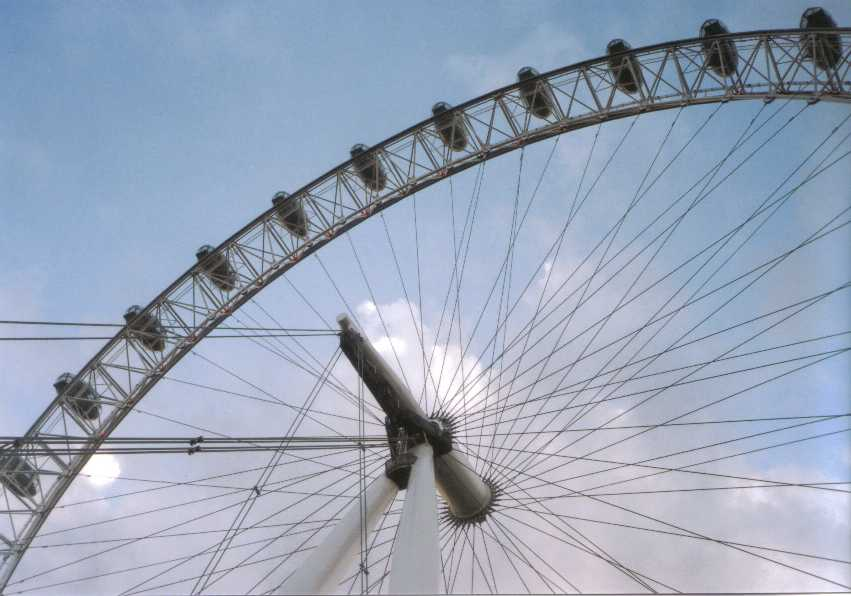
London Eye, oktober 2004
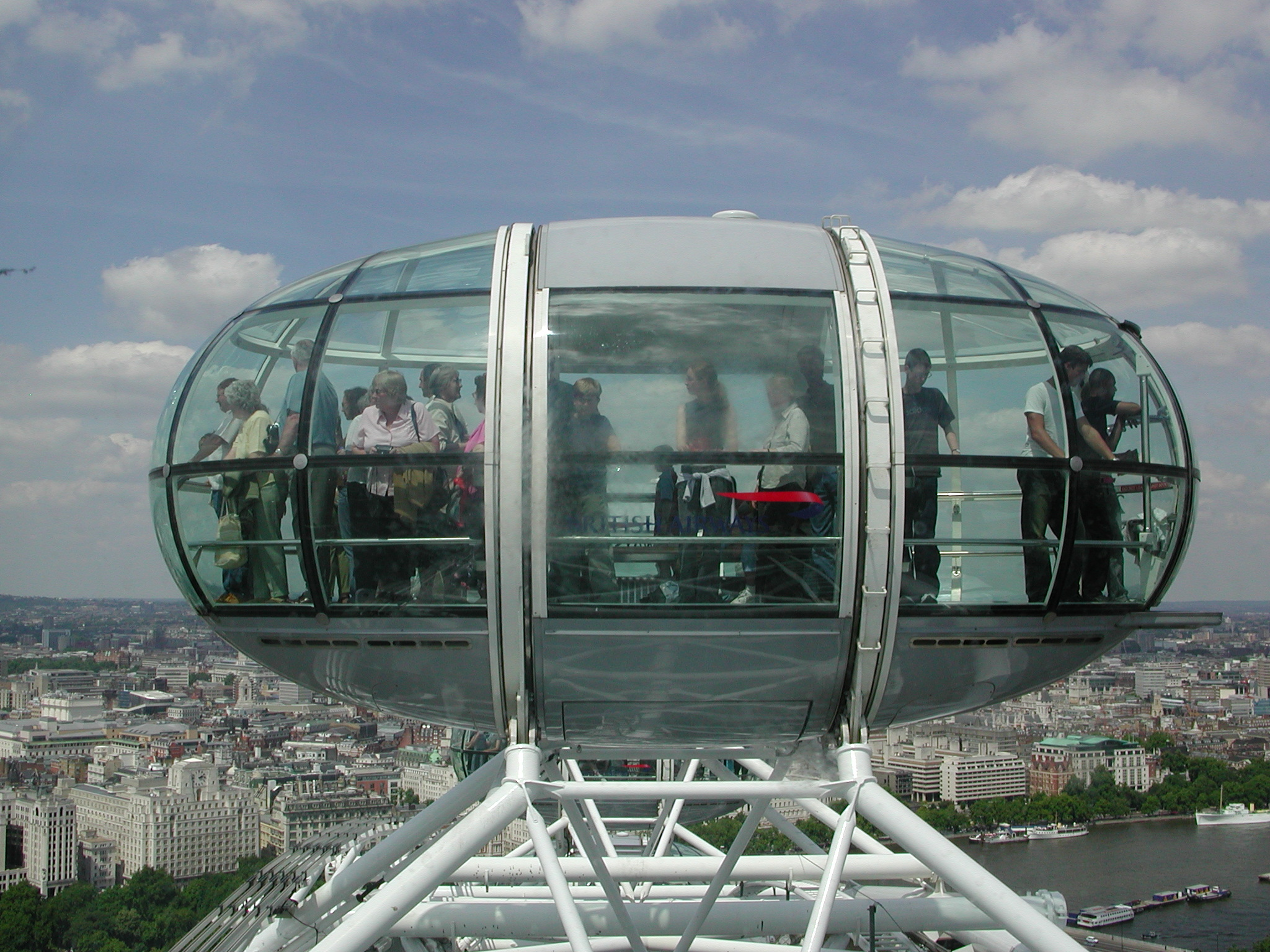
Cabine
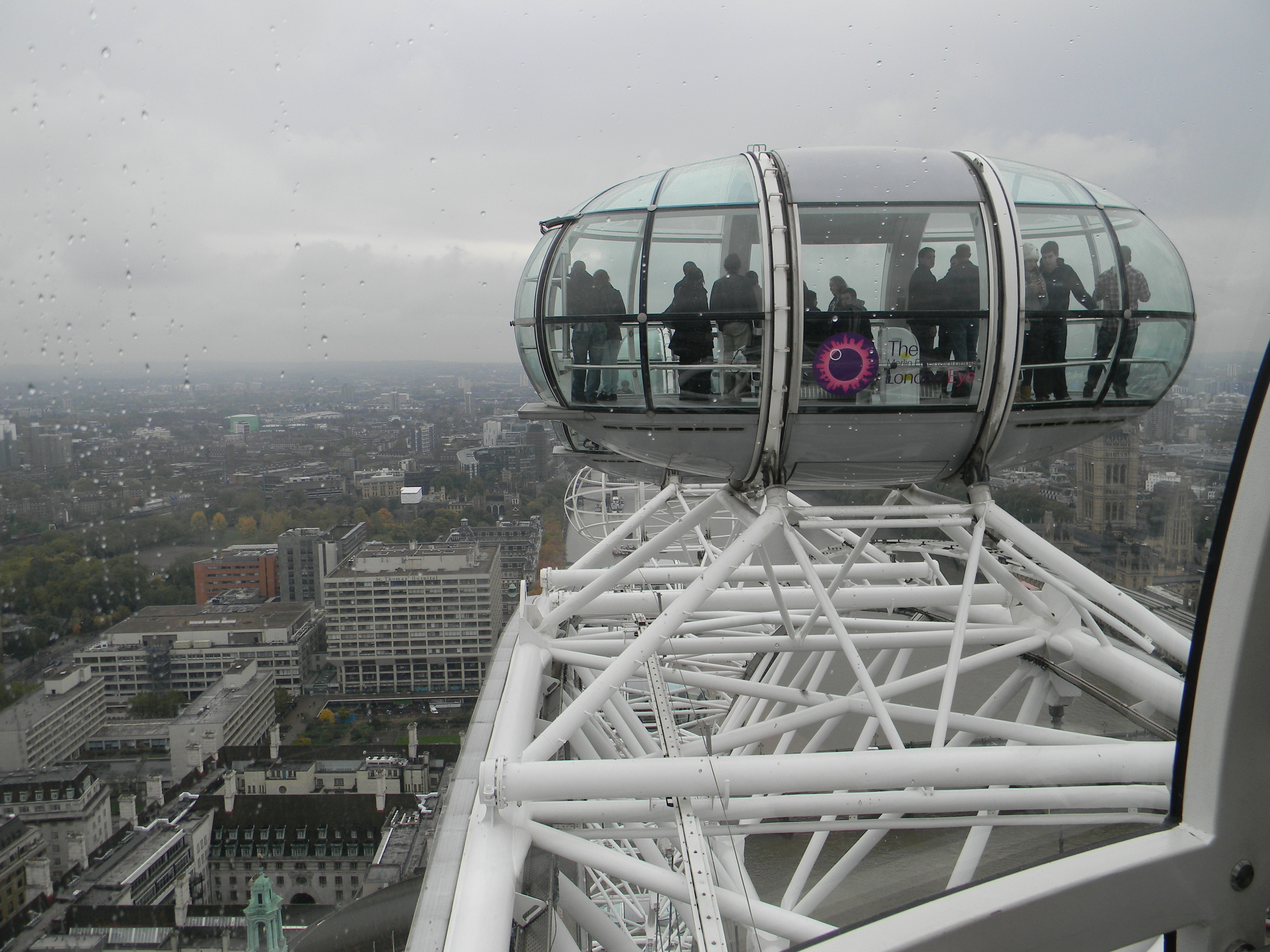
Cabine

De architecten zijn het echtpaar David Marks en Julia Barfield en Frank Anatole, Nic Bailey, Steven Chilton, Malcolm Cook en Mark Sparrowhawk. London Eye werd op 31 december 1999 geopend door de Britse minister-president Tony Blair, maar voor het publiek ging het reuzenrad wegens technische problemen pas in maart 2000 open. Sinds de opening wordt het beheerd door de Tussauds Group en gesponsord door British Airways. In 2000 werd Londen Eye bekroond met de Nationale Staalprijs, Categorie D Infrastructuur en overige staalconstructies.
Het aantal cabines, 32, komt overeen met het aantal boroughs in Londen. Vanwege een driejarige sponsor-overeenkomst met het Franse energiebedrijf EDF werd begin 2011 een van de cabines geheel oranje geverfd. Dit leidde tot (politieke) onrust.

## Vervoersverbindingen
Het dichtstbijzijnde metrostation is Waterloo, hoewel Charing Cross, Embankment en Westminster ook op loopafstand zijn.
De verbinding naar de nationale spoordiensten wordt gemaakt op London Waterloo Station en London Waterloo East Station.
London River Services wordt georganiseerd door Thames Clippers en City Cruises, die stoppen bij de London Eye-pier.